# 麥嘉欣
麥嘉欣（葡萄牙語：Sofia Paiva，1997年6月20日—），出生於澳門，是澳門藝人、澳門模特兒，2017年國際小姐澳門代表。

## 簡歷
麥嘉欣的父母是中國、葡萄牙混血兒，共有七個國家的血統（其餘5個為日本、意大利、法國、西班牙、英國）。
麥嘉欣曾就讀澳門大學附屬應用學校、聖若瑟教區中學以及聖若瑟大學。
麥嘉欣六歲時就已兼職模特兒，中學時期就開始成為一名KOL，主持過香港有線電視的旅遊節目《快樂地球》，做過三個澳門歌手MV的女主角，亦做過歌舞舞台劇女主角，還在香港電影《賭城風雲III》擔任過臨時演員，另外她還有參與過不少廣告以及微電影的拍攝，2019年加入微辣Manner。

## 音樂作品
- 大女子
- 逝
- Set me free（飛彈兄妹）
- 失眠那夜
- 明天你是否依然愛我（彭永琛合唱）

## 演出

### 電視節目
- 2015年：《台灣星光大道》參賽者（40強）
- 2015年：香港有線電視《快樂地球》主持
- 2017年：ViuTV《ViuTV 2018》司儀
- 2017年：國際小姐決賽澳門代表
- 2019年：澳門文化局及旅遊局「2019澳門除夕倒數演唱會」司儀
- 2019年：中國中央電視台《星光大道》參賽者（週賽冠軍）
- 2020年：中央广播电视总台《“中国梦·祖国颂”——2020国庆特别节目》：《我的祖國》（與任達華、惠英紅、歐陽娜娜合唱）[5]
- 2021年：中央广播电视总台中秋晚会：《海上明月》（与王莉、吴克群、刘恺威合唱）
- 2022年：广东卫视《粤菜好师傅》第二季 担任“起筷家族”嘉宾
- 2024年：《福祿壽訓練學院》參賽者[6]

### 电视剧
- 2021年：广东广播电视台《外来媳妇本地郎》 饰 苏菲[7]

### 電影
- 2013年：《非常幸运》饰 卖花小女孩
- 2016年：《賭城風雲III》（客串）
- 2021年：《创业大赢家》[8]

### 微電影
- 2020年：《孽鏡台》（女主角）[4]

### 舞台劇
- 2011年：《阿婆丼的傳說》（女主角）
- 2016年：《十六種回憶》（女主角）

### MV
- 2013年：羅嘉豪《蠢人》
- 2017年：拜華《活埋》
- 2017年：馬檇鏗《牛郎》
- 2021年：麥嘉欣《失眠那夜》

## 爭議
麥嘉欣先後跟沈柏彤和李嘉豪談過戀愛，在2018年8月，《東網》報導收到指這些以及其其他經歷涉及劈腿操作的舉報，並就此詢問，本人予以明確否認，並說這種是該職業會碰上的常見誤會
。
麥嘉欣在2024年4月參演香港無綫電視台的《福祿壽訓練學院》，自媒體人仕Water Ting揭發節目聲稱“導師”王祖藍先前不認識她（縱使有可能是王氏善忘導致的失誤）和她是澳門選美冠軍（事實是非比賽性甄選的優勝者）兩項資訊均是不對的。
現時麥嘉欣的伴侶是澳門青少年高爾夫球協會副理事長阮嘉興，男方的前妻Zoe在2025年1月時用Threads指摘她當小三搶老公、公開穿其衣物，並虧待和教壞自己的女兒等；自媒體人仕林榮龍乘勢以此作Instagram直播節目主題，又補充指有了阮氏的的她還在“收(觀音)兵”；麥嘉欣的經理人對《香港01》說已經就(該些)謠言找了律師和警察應對，她也在Instagram對其他網民就此作類似回應。

## 外部鏈接
- 麥嘉欣的新浪微博